# Djézireh de Syrie
Cet article concerne la partie syrienne de la Djézireh. Pour l'ensemble de la région, voir Haute Mésopotamie. Pour la ville du voisine même nom, voir Cizre. Pour les autres significations, voir al-Jazira.

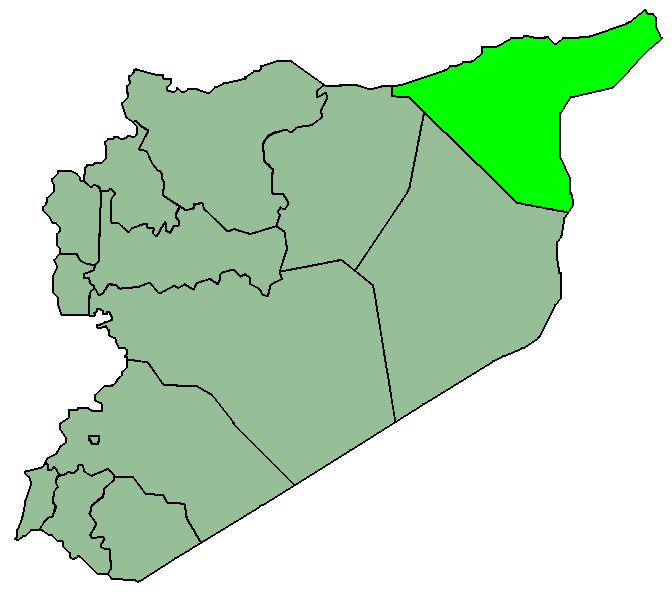
Localisation du gouvernorat d’Al-Hasaka correspondant approximativement à la Djézireh.

La Djézireh, Jazîra ou (la) Jezire (الجزيرة al-jazayra, « l’île » en arabe), partie du Nord de la Mésopotamie correspondant à la région géographique de la Haute Mésopotamie, est une ancienne province de Syrie située dans le Nord-Est de ce pays, le long des frontières avec la Turquie et l'Irak. Elle correspond quasiment à l'actuel gouvernorat de Hassaké.
À l'époque du mandat français, sa population sédentaire était en grande partie composée de Kurdes, d’Assyro-chaldéen-syriaques et d’Arméniens, dont beaucoup étaient des réfugiés de Turquie et d’Irak, rescapés des divers génocides et massacres ethniques commis dans la région (notamment à Deir ez-Zor, au sud de la Djézireh) avant, pendant et à la suite de la Première Guerre mondiale.
Avec le Kurd Dagh (en) et la zone autour de Jarablous, la Haute-Djézireh était l'une des trois zones kurdes sous mandat français. Comme eux, les Djézireh de Syrie bordent d'autres territoires kurdes de Turquie et d'Irak:251–252,:456.

## Histoire
Historiquement, le Djézireh a été habité par des nomades kurdes et arabes chrétiens. Les auteurs médiévaux situent le territoire des groupes kurdes dans le Djézireh syrienne, et la transhumance des Kurdes et des Arabes dans le Djézireh est constatée par Ibn Hawqal au Xe siècle. Le Djézireh était pâturage d'hiver pour les Kurdes et pâturage d'été pour les Arabes:26–27.

### Révolte autonomiste de 1937

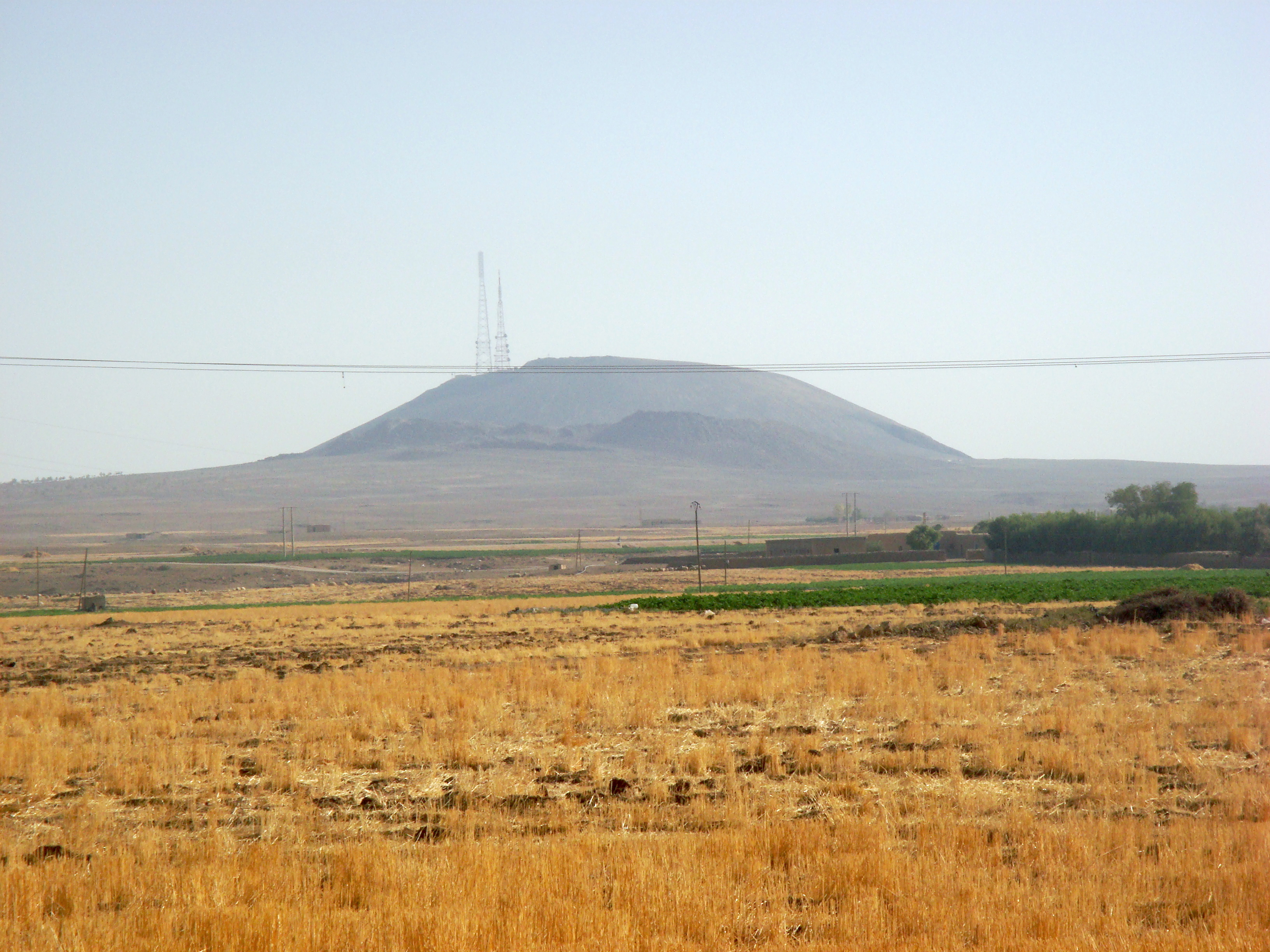
Le Djabal Kokab al Hasaka.

Pendant l’été 1937, sous le mandat français en Syrie, se produisit dans la région de Djézireh un « mouvement de réaction minoritaire », pour employer le langage officiel. Une des causes en fut le renvoi des hauts fonctionnaires syriaques de cette région par le gouvernement nationaliste de Damas en 1936, et leur remplacement par des musulmans venus de Damas, dont le gouverneur, Bhjat Chehabi, était très nationaliste et impopulaire. Ceci provoqua des protestations de la part des chefs locaux kurdes (en majorité) et syriaques. Le gouverneur fit alors intervenir la gendarmerie d’Al-Hasaka, ce qui entraîna un soulèvement des Syriaques de la ville, qui désarmèrent les gendarmes ; les fonctionnaires fuirent vers Damas. Finalement, les Français rétablirent l’ordre à Al-Hasaka.
Une délégation de notables kurdes et syriaques se rendit alors à Damas pour présenter ses revendications. En réaction, les chefs tribaux écartés par la France soulevèrent (avec l’aide financière de Damas) des tribus kurdes contre les chrétiens au nom de la solidarité musulmane à Amouda, mais toutes les tribus kurdes ne suivirent pas ce mouvement et certaines prirent parti pour les Syriaques. D’où nouvelle intervention franco-syrienne.
Un nouveau gouverneur fut nommé : Toufik Chamieh, un Arabe grec-orthodoxe de Damas. Les Français ne lui laissèrent que peu de marge de manœuvre, et les officiers français, ainsi que la gendarmerie, intervinrent fréquemment. Beaucoup de pouvoirs furent délégués aux municipalités et aux conseils locaux.
Cette époque vit se rompre la bonne entente entre Kurdes et Syriaques, mais ces derniers furent soutenus par les Bédouins arabes par refus de la centralisation damascène, et par certains Kurdes.
Pendant l’automne 1936, le gouvernement turc (qui n’avait pas tout à fait renoncé à recouvrer sa souveraineté au moins sur une partie de la Syrie, perdue en 1918) fit à des notables syriaques de la Djézireh la promesse secrète d’une restitution générale des biens des syriaques (dont beaucoup avaient fui la Turquie de Mustafa Kemal) en cas d’annexion de la province à la Turquie. Ceci provoqua localement un courant d’opinion pro-turc, et Damas adopta une attitude de plus en plus méfiante à l’égard des syriaques de Djézireh.
Parmi les autonomistes, on trouvait Michel Dôme (ar), président arménien catholique de la municipalité de Qameshlié, et le chef kurde Haci Ağa. Leurs arguments étaient les suivants : d’un côté, la Djézireh n’a été réunie que tardivement (1921) à la Syrie, car elle a été échangée entre la France et l’Empire ottoman contre la Cilicie (occupée par la France en 1918) ; mais d’un autre côté, c’est grâce à la France que la prospérité de la Djézireh a été assurée. Autres partisans de l’autonomie, le cardinal Tappouni, patriarche syriaque-catholique, et Mgr Hebbe, évêque syriaque-catholique de Djézireh « qui s'est mis très en vedette au cours des incidents d’Hassetché » (Al-Hasaka). Leurs revendications étaient : le maintien de fonctionnaires français en Djézireh pour contrôler les fonctionnaires syriens de Damas, et le maintien d’une partie des troupes françaises pour protéger les minorités,,

## Économie et agriculture
La région est productrice de coton et de céréales selon des moyens restés très traditionnels. Elle est extrêmement dépendante de la distribution d'eau. Depuis les années 2000, la sécheresse et l'augmentation des prix du carburant pour les motopompes ont eu pour conséquence une réduction des zones cultivées.
La région possède des puits de pétrole. Ceux-ci assurent une autonomie énergétique à l'administration kurde de Rojava.